# Самарский ипподром

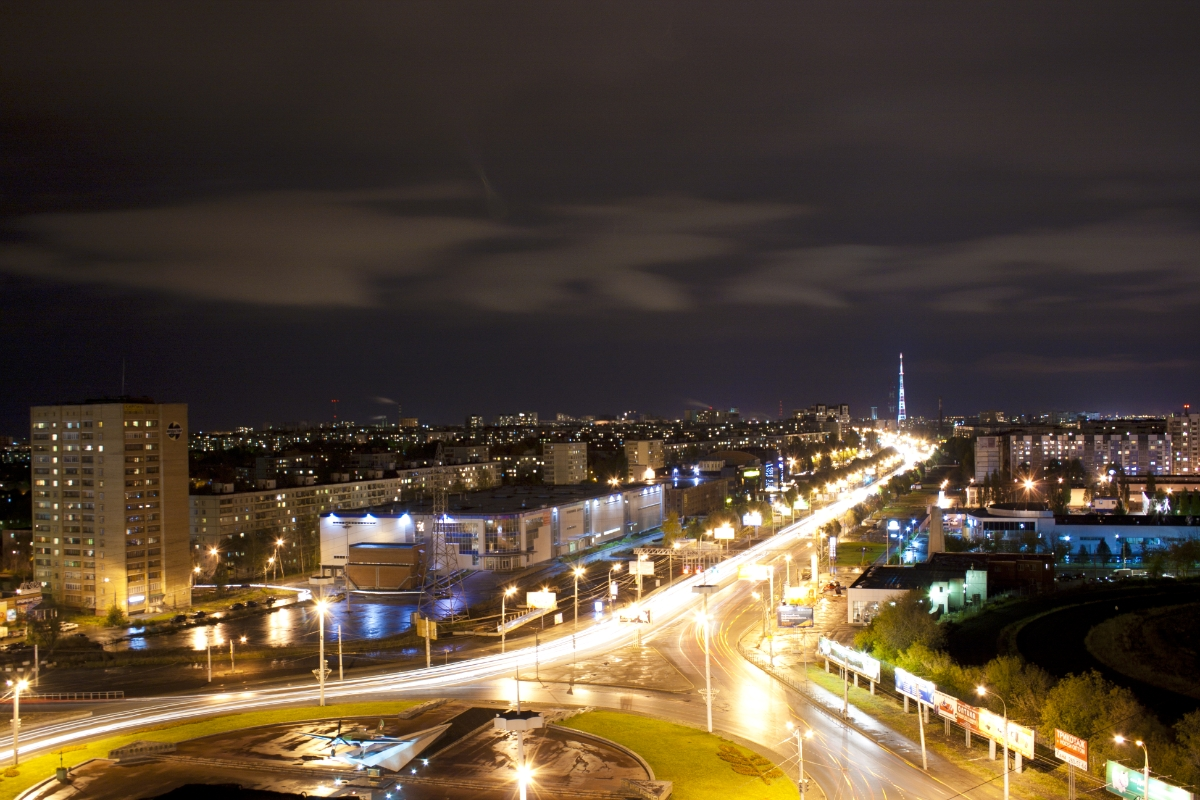
Ипподром (справа)

Сама́рский ипподро́м — основан в 1891 году. Был одним из крупнейших конно-спортивных центров в Поволжье. Разрушен в 2010 году.
Располагался в Самаре на пересечении Московского шоссе и проспекта Кирова — одних из самых крупных улиц. На ипподроме регулярно проводились конные, скаковые и беговые соревнования, а также крупные культурные мероприятия, концерты, мотогонки и собачьи бега.

## История

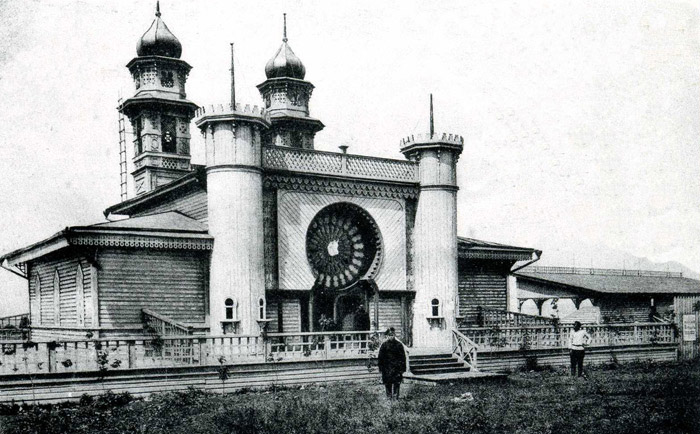
Деревянный фасад первого самарского ипподрома (до 1911 года)

Днём рождения самарского ипподрома принято[кем?] считать 15 января 1891 года, когда на льду реки Самары прошли первые скачки.
1 июля 1903 года Самарское общество охотников конского бега обустроило ипподром на месте между Аннаевским и Постниковым оврагами, там он просуществовал до 1911 года, после чего на его месте началось сооружение Трубочного завода. Несколько лет скачки устраивались зимой на льду Волги, пока в 1913 году не был сооружён новый ипподром на месте, где сейчас размещаются Клиники Самарского медицинского университета.
На Московском шоссе ипподром был построен в 1936 году.
Были сделаны две дорожки, призовая (длина 1506 м, ширина 16 м) и вторая рабочая (длина 1350 м, ширина 8 м). Были построены деревянные трибуны на 500 мест, площадь объекта составила 20,7 гектара.
В 1985 году была построена двухэтажная крытая трибуна на 2000 мест и пятиэтажный административный корпус.
Соревнования проводились на ипподроме с мая по октябрь и с января по март. С середины девяностых ипподром стал принадлежать группе компаний СОК, которая сделала своим символом арку, расположенную над входом.
В последние годы существования на ипподроме работали конно-спортивный клуб «Авангард» и пони-клуб, размещались животные отряда конной милиции. В 2008 году находящийся в государственной собственности ОАО «Самарский ипподром» был передан в частные руки. Осенью 2010 года его владелец, фирма ООО «Строй-Ка», попросил конно-спортивный клуб «Авангард», школу высшего спортивного мастерства № 5 и частных коневладельцев освободить помещение.
В ноябре 2010 года ипподром был разрушен в целях освобождения площадки под стройку нового торгово-развлекательного центра.
Одним из последних массовых мероприятий на Самарском ипподроме стал митинг в поддержку кандидата в президенты Владимира Путина в 2012 году. По словам участников акции «За будущее России» на ипподроме собралось более 10 тысяч человек.
На месте ипподрома на Московском шоссе были построены православный храм (около пересечения Московского шоссе и проспекта Кирова), а также высотные жилые здания, торговые и офисные здания, в том числе гипермаркет «Магнит» и Центр сопровождения клиентских операций «Ладья» Приволжского филиала «Сбербанка».

## Соревнования
На ипподроме проводились такие соревнования как:
- Кубок Поволжья по конному спорту
- Чемпионат наездников «Молодёжь России»
- Конно-спортивный турнир «Будущее Самары»
- Чемпионат русских троек
- Кубок «Жигулёвская жемчужина»
- Чемпионат Приволжского федерального округа по троеборью.

Также зимой на кольце ипподрома проводились зимние трековые автомобильные гонки на льду.

## Будущее самарского ипподрома
Будущее самарского ипподрома остаётся неясным. По некоторым данным ведётся строительство спортивного комплекса в районе Курумоча. Рассматривались также территории Самарского Заречья или район посёлка Красный Пахарь. В начале 2015 года при участии ОАО «Росипподромы» появился проект строительства нового ипподрома далеко за городом — около посёлка Власть Труда в Волжском районе Самарской области; этот проект получил поддержку правительства Самарской области.
Частично финансировать этот проект согласилось ОАО «Газпром». Однако из-за недостатка денежных средств у «Газпрома» строительство нового ипподрома было опять отложено.